# Nippon Professional Baseball
Nippon Professional Baseball (japanska: 日本野球機構?, Nippon Yakyū Kikō) (NPB), är den högsta professionella basebolligan i Japan.

## Historia
NPB bildades 1950 och ersatte en tidigare liga (japanska: 日本野球連盟?, Nihon Yakyū Renmei). I motsats till den tidigare ligan delades NPB i sin tur upp i två ligor, dagens Central League och Pacific League. Man införde även en final, Nippon Series, där de båda ligornas mästare möttes för att kora NPB:s mästare. Från början bestod NPB av 15 klubbar, varav åtta kom från den tidigare ligan och sju var nybildade, men mot slutet av 1950-talet hade antalet minskat till tolv.
Under 1960- och 1970-talen dominerade Yomiuri Giants, som bland annat vann ligan nio raka säsonger 1965–1973. 1975 införde Pacific League designated hitter-regeln. 1980-talet dominerades av Seibu Lions och under samma tid började amerikanska spelare göra avtryck i ligan.
1995 valde stjärnpitchern Hideo Nomo att lämna NPB och flytta till Major League Baseball (MLB), och han blev därmed den första japanen på 30 år i MLB. Före honom var Masanori Murakami den enda japanen som hade spelat i MLB. Nomos succé gjorde att många andra japanska spelare följde hans exempel, däribland Ichiro Suzuki och Hideki Matsui.
Under 2004 års säsong framkom att ligan inför nästföljande säsong planerade att slå ihop två klubbar, Orix Bluewave och Osaka Kintetsu Buffaloes, på grund av att båda klubbarna, men främst Buffaloes, gick med kraftiga förluster ekonomiskt. Spelarfacket krävde att sammanslagningen skulle skjutas upp ett år, men kravet vann inget gehör och spelarna gick därför ut i strejk för första gången i japansk professionell basebolls historia. Strejken varade bara en helg, varefter parterna nådde en överenskommelse som gick ut på att sammanslagningen av de båda klubbarna skulle ske 2005 som planerat, men att å andra sidan en nybildad klubb skulle få börja spela redan samma säsong. Den nya klubben kom att heta Tohoku Rakuten Golden Eagles och var den första helt nya klubben i NPB sedan 1954. Parterna kom också överens om att man 2005 för första gången i NPB:s historia skulle börja spela matcher i grundserien där klubbar från de två olika ligorna Central League och Pacific League möttes.
En annan händelse som inträffade 2004 var att Pacific League införde ett eget slutspel för att utse ligans mästare. Tvåan och trean i grundserien möttes först i en matchserie i bäst av tre matcher och segraren där fick möta ettan i en matchserie i bäst av fem matcher. Central League kritiserades därefter för att inte ha något slutspel, vilket ansågs missgynna dess representant i Nippon Series, och ligan följde Pacific Leagues exempel 2007. Detta slutspel som föregår Nippon Series kallas sedan dess Climax Series.
Under 2013 års säsong byttes typen av boll som användes av NPB i hemlighet ut mot en typ som skulle ge fler homeruns, vilket också blev fallet. Bland annat slog Wladimir Balentien rekordet i antal homeruns under en säsong, satt 1964 av legendaren Sadaharu Oh. Avslöjandet att bollen bytts ut i hemlighet ledde till att ligans högsta chef avgick.
2014 föreslog det regerande partiet Liberaldemokraterna att antalet klubbar i NPB skulle ökas från tolv till 16 i ett försök att vitalisera ekonomin i de regioner där de nya klubbarna skulle placeras.
På grund av covid-19-pandemin förkortades 2020 års säsong från 143 till 120 matcher, vilket trots allt var dubbelt så många som MLB spelade. Ingen publik fick förekomma till en början.

## Organisation
NPB består av två ligor, Central League (CL) (japanska: セントラル・リーグ?, Sentoraru Rīgu) och Pacific League (PL) (japanska: パシフィック・リーグ?, Pashifikku Rīgu), som vardera består av sex klubbar.

## Spelformat
Grundserien består av 143 matcher. Den inleds i månadsskiftet mars/april och avslutas i månadsskiftet september/oktober. 125 av matcherna spelas mot klubbar i samma liga och 18 spelas mot klubbar i den andra ligan; de senare matcherna spelas i ett sammanhang från slutet av maj eller början av juni och tre veckor framåt. Två eller ibland tre all star-matcher spelas i juli. Vinnaren av grundserien i respektive liga är ligamästare oberoende av hur det går i slutspelet.
Efter grundserien följer ett slutspel i vardera ligan kallat Climax Series (japanska: クライマックスシリーズ?, Kuraimakkusu Shirīzu), som består av två omgångar. I första omgången möts klubbarna som kom tvåa och trea i grundserien i en matchserie i bäst av tre matcher där samtliga matcher spelas i tvåans hemmaarena. Segraren möter därefter ettan i grundserien i en matchserie i bäst av sex matcher där samtliga matcher spelas i ettans hemmaarena. Ettan får även fördel av att leda med 1–0 i matcher när matchserien inleds. Segraren är vinnare av Climax Series och möter segraren av den andra ligans Climax Series i en final kallad Nippon Series (japanska: 日本シリーズ?, Nippon Shirīzu). Finalen spelas i bäst av sju matcher där fördel av hemmaplan tillkommer klubben från Pacific League udda år och klubben från Central League jämna år. Den klubben har hemmaplan i de två första och, om de behövs, de två sista matcherna medan den andra klubben har hemmaplan i den tredje, fjärde och, om den behövs, femte matchen. Segraren i Nippon Series är NPB-mästare.

## Farmarklubbar
NPB har två farmarligor, Eastern League (japanska: イースタン・リーグ?) och Western League (japanska: ウエスタン・リーグ?).

## Draft
NPB har en draft varje oktober då klubbarna väljer spelare från gymnasiet, universitet och ligor med klubbar från olika företag.

## All star-matcher
I juli varje år spelas en serie all star-matcher, oftast två men ibland tre, där de bästa spelarna i Central League möter de bästa spelarna i Pacific League.

## Nuvarande klubbar
| Central League               |                                           |                          |
| Klubb                        | Arena                                     | Stad, prefektur          |
| Chunichi Dragons             | Vantelin Dome Nagoya                      | Nagoya, Aichi            |
| Hanshin Tigers               | Hanshin Koshien Stadium                   | Nishinomiya, Hyōgo       |
| Hiroshima Toyo Carp          | Mazda Zoom-Zoom Stadium Hiroshima         | Hiroshima, Hiroshima     |
| Tokyo Yakult Swallows        | Meiji Jingu Stadium                       | Tokyo, Tokyo             |
| Yokohama Dena Baystars       | Yokohama Stadium                          | Yokohama, Kanagawa       |
| Yomiuri Giants               | Tokyo Dome                                | Tokyo, Tokyo             |
| Pacific League               |                                           |                          |
| Klubb                        | Arena                                     | Stad, prefektur          |
| Chiba Lotte Marines          | Zozo Marine Stadium                       | Chiba, Chiba             |
| Fukuoka Softbank Hawks       | Fukuoka Paypay Dome                       | Fukuoka, Fukuoka         |
| Hokkaido Nippon-Ham Fighters | Es Con Field Hokkaido                     | Kitahiroshima, Hokkaido  |
| Orix Buffaloes               | Kyocera Dome Osaka Hotto Motto Field Kobe | Osaka, Osaka Kobe, Hyōgo |
| Saitama Seibu Lions          | Belluna Dome                              | Tokorozawa, Saitama      |
| Tohoku Rakuten Golden Eagles | Rakuten Mobile Park Miyagi                | Sendai, Miyagi           |

## Mästare

### Kronologiskt
I listan nedan står antalet ligatitlar inom parentes (om fler än en).
- 1950 – Mainichi Orions
- 1951 – Yomiuri Giants
- 1952 – Yomiuri Giants (2)
- 1953 – Yomiuri Giants (3)
- 1954 – Chunichi Dragons
- 1955 – Yomiuri Giants (4)
- 1956 – Nishitetsu Lions
- 1957 – Nishitetsu Lions (2)
- 1958 – Nishitetsu Lions (3)
- 1959 – Nankai Hawks
- 1960 – Taiyo Whales
- 1961 – Yomiuri Giants (5)
- 1962 – Toei Flyers
- 1963 – Yomiuri Giants (6)
- 1964 – Nankai Hawks (2)
- 1965 – Yomiuri Giants (7)
- 1966 – Yomiuri Giants (8)
- 1967 – Yomiuri Giants (9)
- 1968 – Yomiuri Giants (10)
- 1969 – Yomiuri Giants (11)
- 1970 – Yomiuri Giants (12)
- 1971 – Yomiuri Giants (13)
- 1972 – Yomiuri Giants (14)
- 1973 – Yomiuri Giants (15)
- 1974 – Lotte Orions (2)
- 1975 – Hankyu Braves
- 1976 – Hankyu Braves (2)
- 1977 – Hankyu Braves (3)
- 1978 – Yakult Swallows
- 1979 – Hiroshima Toyo Carp
- 1980 – Hiroshima Toyo Carp (2)
- 1981 – Yomiuri Giants (16)
- 1982 – Seibu Lions (4)
- 1983 – Seibu Lions (5)
- 1984 – Hiroshima Toyo Carp (3)
- 1985 – Hanshin Tigers
- 1986 – Seibu Lions (6)
- 1987 – Seibu Lions (7)
- 1988 – Seibu Lions (8)
- 1989 – Yomiuri Giants (17)
- 1990 – Seibu Lions (9)
- 1991 – Seibu Lions (10)
- 1992 – Seibu Lions (11)
- 1993 – Yakult Swallows (2)
- 1994 – Yomiuri Giants (18)
- 1995 – Yakult Swallows (3)
- 1996 – Orix Bluewave (4)
- 1997 – Yakult Swallows (4)
- 1998 – Yokohama Baystars (2)
- 1999 – Fukuoka Daiei Hawks (3)
- 2000 – Yomiuri Giants (19)
- 2001 – Yakult Swallows (5)
- 2002 – Yomiuri Giants (20)
- 2003 – Fukuoka Daiei Hawks (4)
- 2004 – Seibu Lions (12)
- 2005 – Chiba Lotte Marines (3)
- 2006 – Hokkaido Nippon-Ham Fighters (2)
- 2007 – Chunichi Dragons (2)
- 2008 – Saitama Seibu Lions (13)
- 2009 – Yomiuri Giants (21)
- 2010 – Chiba Lotte Marines (4)
- 2011 – Fukuoka Softbank Hawks (5)
- 2012 – Yomiuri Giants (22)
- 2013 – Tohoku Rakuten Golden Eagles
- 2014 – Fukuoka Softbank Hawks (6)
- 2015 – Fukuoka Softbank Hawks (7)
- 2016 – Hokkaido Nippon-Ham Fighters (3)
- 2017 – Fukuoka Softbank Hawks (8)
- 2018 – Fukuoka Softbank Hawks (9)
- 2019 – Fukuoka Softbank Hawks (10)
- 2020 – Fukuoka Softbank Hawks (11)
- 2021 – Tokyo Yakult Swallows (6)
- 2022 – Orix Buffaloes (5)

### Per klubb
I tabellen nedan anges endast klubbens nuvarande namn. Till och med 2022 har klubbar i Pacific League vunnit 37 gånger och klubbar i Central League 36 gånger.
     Klubbar i Central League
     Klubbar i Pacific League
| Nr | Klubb                        | Antal | År |
| -- | ---------------------------- | ----- | --- |
| 1  | Yomiuri Giants               | 22    | 1951, 1952, 1953, 1955, 1961, 1963, 1965, 1966, 1967, 1968, 1969, 1970, 1971, 1972, 1973, 1981, 1989, 1994, 2000, 2002, 2009, 2012 |
| 2  | Saitama Seibu Lions          | 13    | 1956, 1957, 1958, 1982, 1983, 1986, 1987, 1988, 1990, 1991, 1992, 2004, 2008                                                       |
| 3  | Fukuoka Softbank Hawks       | 11    | 1959, 1964, 1999, 2003, 2011, 2014, 2015, 2017, 2018, 2019, 2020                                                                   |
| 4  | Tokyo Yakult Swallows        | 6     | 1978, 1993, 1995, 1997, 2001, 2021                                                                                                 |
| 5  | Orix Buffaloes               | 5     | 1975, 1976, 1977, 1996, 2022 |
| 6  | Chiba Lotte Marines          | 4     | 1950, 1974, 2005, 2010 |
| 7  | Hiroshima Toyo Carp          | 3     | 1979, 1980, 1984 |
| 7  | Hokkaido Nippon-Ham Fighters | 3     | 1962, 2006, 2016 |
| 9  | Chunichi Dragons             | 2     | 1954, 2007 |
| 9  | Yokohama Dena Baystars       | 2     | 1960, 1998 |
| 11 | Hanshin Tigers               | 1     | 1985 |
| 11 | Tohoku Rakuten Golden Eagles | 1     | 2013 |